# Heinrich Prößl
 Heinrich Prößl  (* 14. Juli 1929 in Adlersberg; † 13. Juni 2010 in Regensburg) war ein deutscher Landwirt, Brauer sowie Gemeinde- und Kreisrat in Pettendorf.

## Leben
Heinrich Prößl war Sohn der Guts- und Brauereibesitzer Heinrich Prößl und Franziska Prößl geborene Hoferer. Sein Großvater war Johann Baptist Hoferer (1860–1936), sein Urgroßvater war Michael Hoferer (1820–1894). 
Die Familie Prößl betrieb seit 1838 auf dem Adlersberg das Prößl-Bräu und die dazugehörige Landwirtschaft. Nach dem Besuch der Schule wurde er Brau-Ingenieur und übernahm 1952 mit seiner verwitweten Mutter das Prößl-Bräu. 1995 übergab Heinrich Prößl seinem gleichnamigen Sohn die Leitung der bekannten Brauerei.
Auch engagierte sich Prößl als Lokalpolitiker, war über mehrere Jahrzehnte im Gemeinderat Pettendorf und ebenfalls Kreisrat.
1963 wurde Heinrich Prößl für 35 Jahre Vorsitzender des Zweckverbandes zur Wasserversorgung der Gruppe Naab-Donau-Regen. 2004 wurde er zum Ehrenvorsitzenden des Verbandes ernannt.
Am 13. Juni 2010 starb Heinrich Prößl in Regensburg an Nierenversagen. Er wurde auf dem Friedhof in Pettendorf beerdigt.

## Auszeichnungen
- Anlässlich seines 80. Geburtstages 2009 Ehrenbürgerwürde der Gemeinde Pettendorf